# Maestro di Trognano
Il Maestro di Trognano (fl. XV secolo) è stato uno scultore italiano attivo in Lombardia, autore di sculture lignee di elevata qualità realizzate nel ducato degli Sforza.

## Le opere
Il nome convenzionale di "Maestro di Trognano" deriva da una Adorazione dei pastori (databile verso il 1490) finemente intagliata, dipinta e dorata, che in passato era conservata nell'Oratorio di San Giuseppe di Trognano, in provincia di Pavia, e che si trova in deposito presso il  Museo delle Arti Decorative - Sala XX del Castello Sforzesco di Milano.

L'opera, probabilmente realizzata a uso di devozionale privata, mostra una sapiente capacità di impaginazione spaziale delle figure che compongono la scena che si svolge tra le rovine di un edificio antico ormai cadente al quale si addossa l'umile capanna del presepe. La grande accuratezza di intaglio è messa al servizio di una commovente rappresentazione della vita quotidiana tra le persone più umili. Tale umanissima poetica, in particolare, dà forma ad un attonito san Giuseppe che volge il capo verso uno dei pastori. Ugualmente toccante è l'immagine della donna che asciuga un panno accanto al fuoco, sulla sinistra della scena principale.
Sullo sfondo, al di là delle antiche rovine, ci viene offerto, per mezzo di un sapiente uso dello stiacciato, un suggestivo scorcio di un pascolo alpino.
Allo stesso Maestro sono attribuiti quattro grandi pannelli lignei raffiguranti scene della Passione di Cristo che decoravano l'altare della basilica di Santa Maria del Monte sopra Varese: due di essi sono conservati (come deposito della Pinacoteca di Brera) nelle Civiche Raccolte di Arte Applicata nel Castello Sforzesco, gli altri due sono rimasti a Varese nel monastero delle romite ambrosiane. 

Si ritrova in queste opere, realizzate prima del 1488, la stessa finezza dell'intaglio e la stessa eleganza prospettica che caratterizzano la Natività di Trognano. La qualità stilistica delle opere mostra il debito del "Maestro di Trognano" verso i canoni più aggiornati della pittura lombarda (Foppa, Bramante, Butinone, etc) e finanche della Scuola ferrarese. 
Il catalogo delle opere che la critica ha ritenuto di attribuire al Maestro di Trognano comprende ormai un gruppo significativo di sculture lignee: a quelle menzionate vanno aggiunte una Madonna col Bambino in collezione privata a New York e (sia pure in maniera dubitativa) una seconda Natività conservata nella Pinacoteca Civica di Alessandria.

## La identità del Maestro

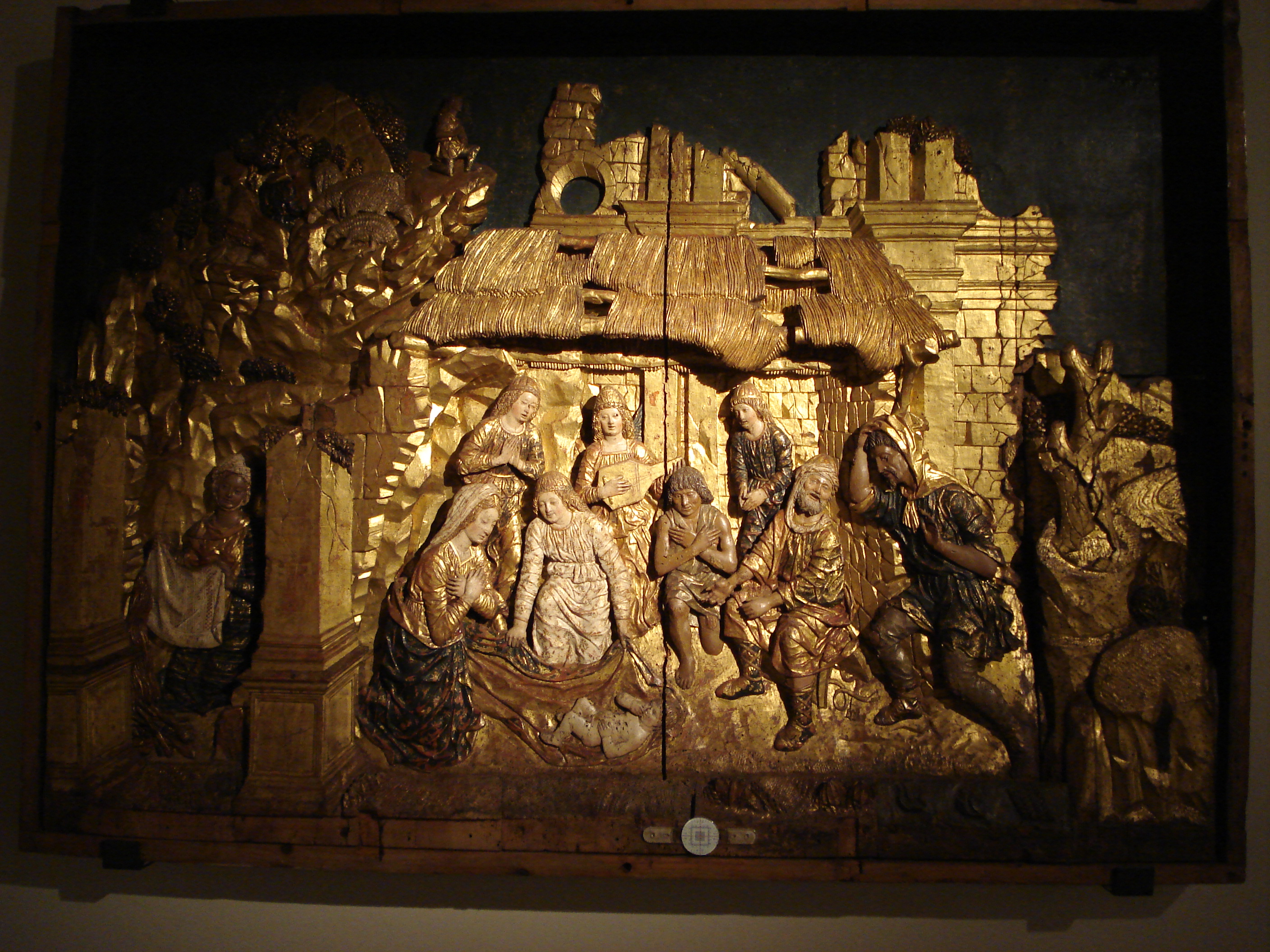
Maestro di Trognano, Adorazione dei pastori, dopo il 1481, Milano, Castello Sforzesco, sala XX

La scultura lignea, lungi da essere considerata un'arte minore, mera espressione di artigianato, ebbe nel XV secolo grande fortuna.  La rilevante quantità di maestri intagliatori operanti nel ducato degli Sforza (ingaggiati spesso nella realizzazione collettiva delle opere più impegnative) rende difficile, nonostante i molteplici documenti relativi alle opere realizzate nelle principali chiese, scoprire la identità del "Maestro di Trognano". 

Stante la rinomanza che in terra lombarda (ma anche piemontese) ebbe la bottega dei Fratelli De Donati, la critica ha sinora ritenuta verosimile l'identificazione del Maestro con uno dei fratelli, segnatamente Giovanni Pietro. Solo le opere più accurate uscite dalla bottega dei De Donati mostrano tuttavia di reggere il confronto con quelle del Maestro di Trognano. 

Il ritrovamento di un documento del 1478, attestante nella realizzazione del coro di Santa Maria del Monte sopra Varese, il coinvolgimento - oltre al De Donati ed a Giacomo Del Maino - di una nutrita gamma di altri artisti ha ampliato il campo delle ipotesi possibili. Tra di esse ha avuto un qualche credito quella relativa allo scultore Bartolomeo da Como.